# Gindou
Gindou est une commune française, située dans l'ouest du département du Lot en région Occitanie.
Elle est également dans la Bouriane, une région naturelle sablonneuse et collinaire couverte de forêt avec comme essence principale des châtaigniers.
Exposée à un climat océanique altéré, elle est drainée par le ruisseau de l'Ourajoux et par deux autres cours d'eau. Elle est incluse dans le bassin de la Dordogne.
Gindou est une commune rurale qui compte 357 habitants en 2022, après avoir connu un pic de population de 813 habitants en 1861.  Ses habitants sont appelés les Gindounais ou  Gindounaises.

## Géographie
La commune de Gindou est située sur le territoire de l'ancienne province du Quercy, en pays de Bouriane, à 30 kilomètres à l'ouest de Cahors.

### Hydrologie
Le Ruisseau de l'Ourajoux et le Ruisseau de la Masse sont les principaux cours d'eau qui traversent la commune de Gindou.

### Communes limitrophes
Les communes limitrophes sont  Cazals, Dégagnac, Lavercantière, Les Arques, Montcléra, Montgesty, Rampoux, Salviac et Thédirac.
| Cazals     | Salviac   | Dégagnac               |
| Montcléra  | Gindou    | Rampoux, Lavercantière |
| Les Arques | Montgesty | Thédirac               |

### Géologie
L'essentiel de la commune est en terrain calcaire, dans lequel se sont formées des grottes.

### Climat
Pour des articles plus généraux, voir Climat de l'Occitanie et Climat du Lot.
En 2010, le climat de la commune est de type climat océanique altéré, selon une étude s'appuyant sur une série de données couvrant la période 1971-2000. En 2020, Météo-France publie une typologie des climats de la France métropolitaine dans laquelle la commune est toujours exposée à un climat océanique altéré et est dans la région climatique Aquitaine, Gascogne, caractérisée par une pluviométrie abondante au printemps, modérée en automne, un faible ensoleillement au printemps, un été chaud (19,5 °C), des vents faibles, des brouillards fréquents en automne et en hiver et des orages fréquents en été (15 à 20 jours).
Pour la période 1971-2000, la température annuelle moyenne est de 11,9 °C, avec une amplitude thermique annuelle de 15,3 °C. Le cumul annuel moyen de précipitations est de 895 mm, avec 11,6 jours de précipitations en janvier et 6,6 jours en juillet. Pour la période 1991-2020, la température moyenne annuelle observée sur la station météorologique la plus proche, située sur la commune d'Anglars-Juillac à 16 km à vol d'oiseau, est de 13,5 °C et le cumul annuel moyen de précipitations est de 822,6 mm,. Pour l'avenir, les paramètres climatiques de la commune estimés pour 2050 selon différents scénarios d’émission de gaz à effet de serre sont consultables sur un site dédié publié par Météo-France en novembre 2022.

### Milieux naturels et biodiversité

#### Espaces protégés
La protection réglementaire est le mode d’intervention le plus fort pour préserver des espaces naturels remarquables et leur biodiversité associée,.
La commune fait partie de la zone de transition du bassin de la Dordogne, un territoire d'une superficie de 1 880 258 ha reconnu réserve de biosphère par l'UNESCO en juillet 2012,.

## Urbanisme

### Typologie
Au 1er janvier 2024, Gindou est catégorisée commune rurale à habitat très dispersé, selon la nouvelle grille communale de densité à sept niveaux définie par l'Insee en 2022.
Elle est située hors unité urbaine et hors attraction des villes,.

### Occupation des sols
L'occupation des sols de la commune, telle qu'elle ressort de la base de données européenne d’occupation biophysique des sols Corine Land Cover (CLC), est marquée par l'importance des territoires agricoles (52 % en 2018), en diminution par rapport à 1990 (53,7 %). La répartition détaillée en 2018 est la suivante : 
zones agricoles hétérogènes (51,7 %), forêts (48 %), prairies (0,4 %). L'évolution de l’occupation des sols de la commune et de ses infrastructures peut être observée sur les différentes représentations cartographiques du territoire : la carte de Cassini (XVIIIe siècle), la carte d'état-major (1820-1866) et les cartes ou photos aériennes de l'IGN pour la période actuelle (1950 à aujourd'hui).

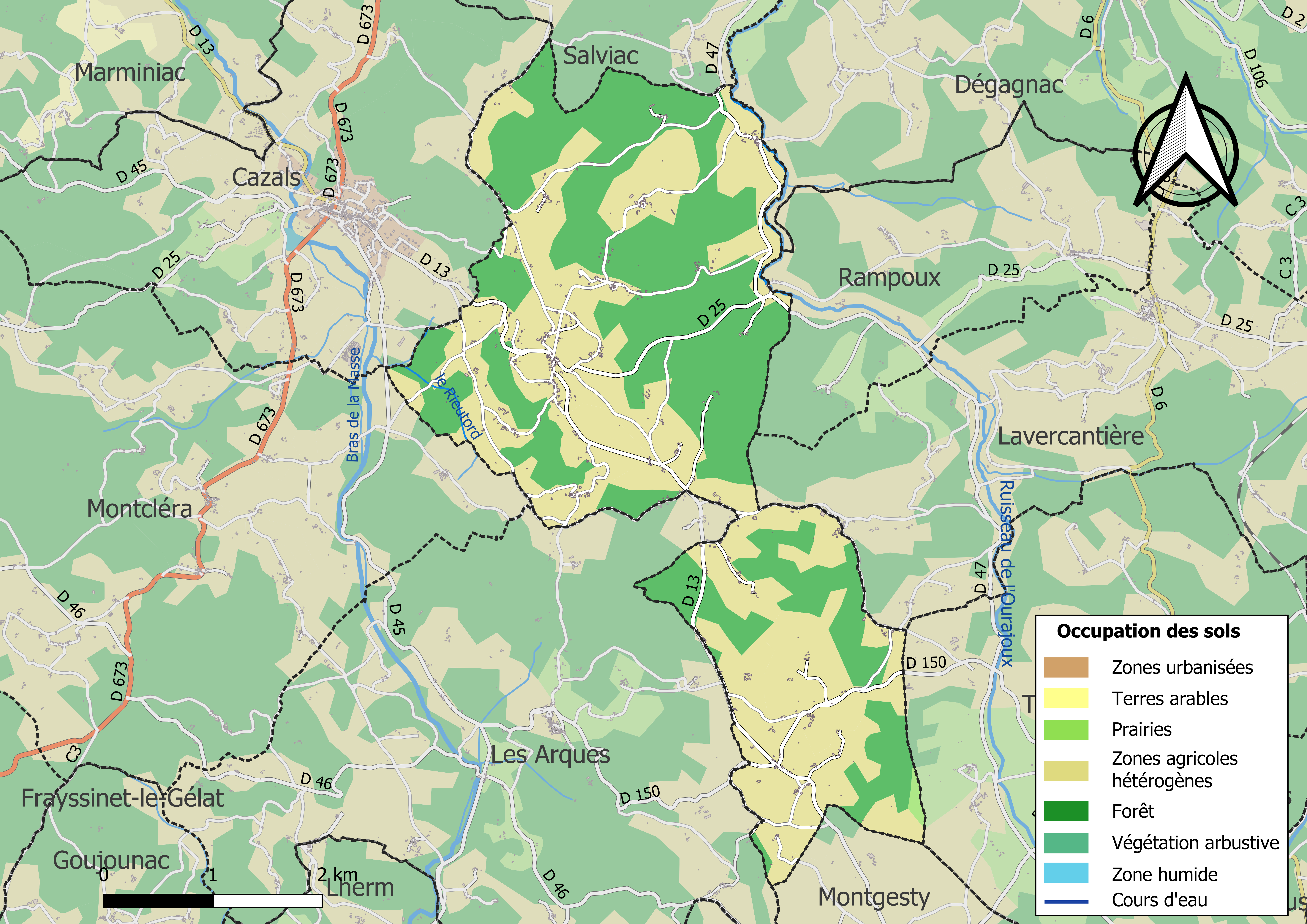
Carte des infrastructures et de l'occupation des sols de la commune en 2018 (CLC).

### Risques majeurs
Le territoire de la commune de Gindou est vulnérable à différents aléas naturels : météorologiques (tempête, orage, neige, grand froid, canicule ou sécheresse), inondations, feux de forêts, mouvements de terrains et séisme (sismicité très faible). Un site publié par le BRGM permet d'évaluer simplement et rapidement les risques d'un bien localisé soit par son adresse soit par le numéro de sa parcelle.
Certaines parties du territoire communal sont susceptibles d’être affectées par le risque d’inondation par débordement de cours d'eau, notamment l'Ourajoux. La cartographie des zones inondables en ex-Midi-Pyrénées réalisée dans le cadre du XIe Contrat de plan État-région, visant à informer les citoyens et les décideurs sur le risque d’inondation, est accessible sur le site de la DREAL Occitanie. La commune a été reconnue en état de catastrophe naturelle au titre des dommages causés par les inondations et coulées de boue survenues en 1982, 1993 et 1999,.
Gindou est exposée au risque de feu de forêt du fait de la présence sur son territoire du massif Ouest. Un plan départemental de protection des forêts contre les incendies a été approuvé par arrêté préfectoral le 30 novembre 2015 pour la période 2015-2025. Les propriétaires doivent ainsi couper les broussailles, les arbustes et les branches basses sur une profondeur de 50 mètres, aux abords des constructions, chantiers, travaux et installations de toute nature, situées à moins de 200 mètres de terrains en nature
de bois, forêts, plantations, reboisements, landes ou friches. Le brûlage des déchets issus de l’entretien des parcs et jardins des ménages et des collectivités est interdit. L’écobuage est également interdit, ainsi que les feux de type méchouis et barbecues, à l’exception de ceux prévus dans des installations fixes (non situées sous couvert d'arbres) constituant une dépendance d'habitation.

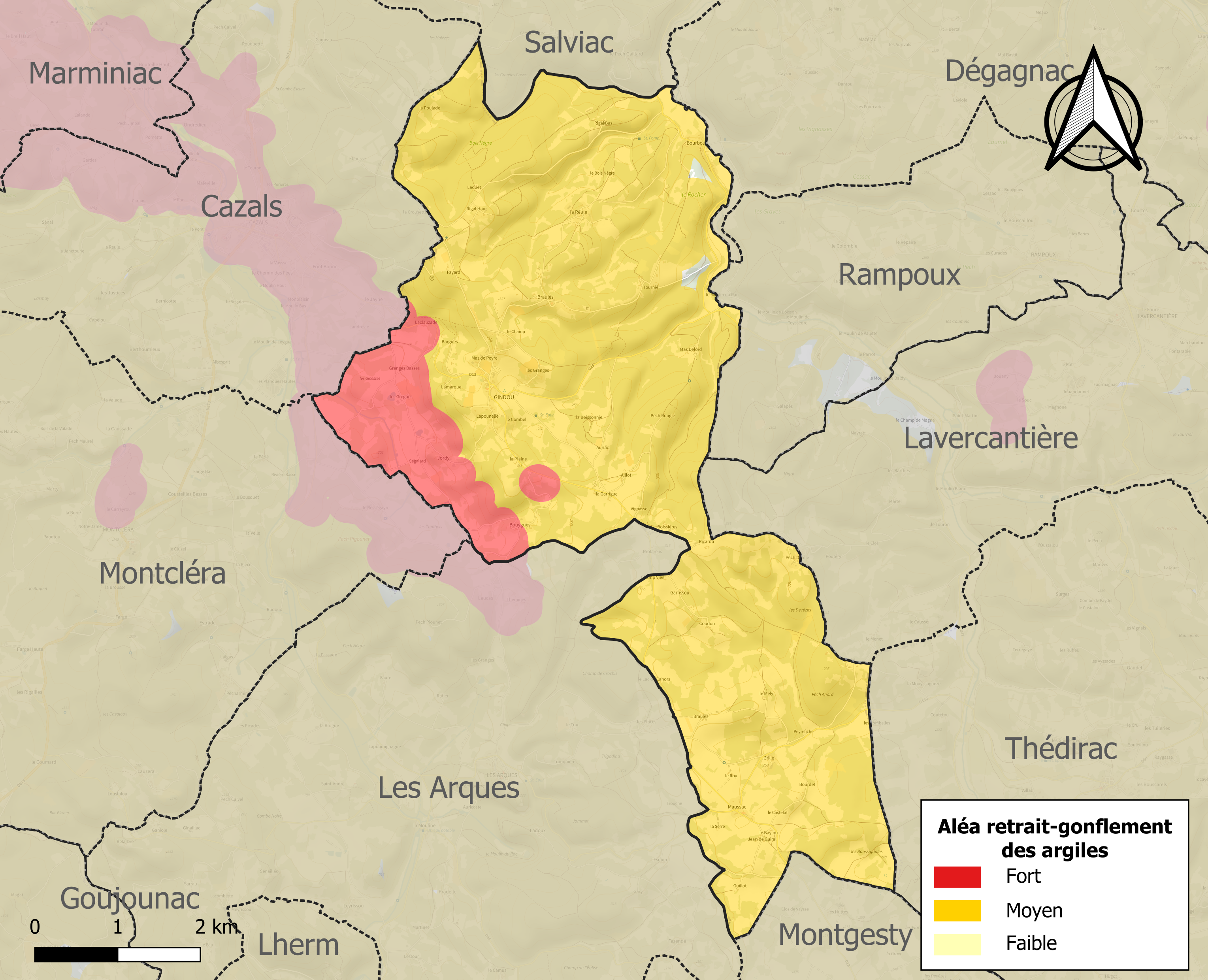
Carte des zones d'aléa retrait-gonflement des sols argileux de Gindou.

Les mouvements de terrains susceptibles de se produire sur la commune sont des affaissements et effondrements liés aux cavités souterraines (hors mines), des éboulements, chutes de pierres et de blocs, des glissements de terrain et des tassements différentiels. Par ailleurs, afin de mieux appréhender le risque d’affaissement de terrain, l'inventaire national des cavités souterraines permet de localiser celles situées sur la commune.
Le retrait-gonflement des sols argileux est susceptible d'engendrer des dommages importants aux bâtiments en cas d’alternance de périodes de sécheresse et de pluie. 99,7 % de la superficie communale est en aléa moyen ou fort (67,7 % au niveau départemental et 48,5 % au niveau national). Sur les 238 bâtiments dénombrés sur la commune en 2019, 238 sont en aléa moyen ou fort, soit 100 %, à comparer aux 72 % au niveau départemental et 54 % au niveau national. Une cartographie de l'exposition du territoire national au retrait gonflement des sols argileux est disponible sur le site du BRGM,.
Par ailleurs, afin de mieux appréhender le risque d’affaissement de terrain, l'inventaire national des cavités souterraines permet de localiser celles situées sur la commune.
Concernant les mouvements de terrains, la commune a été reconnue en état de catastrophe naturelle au titre des dommages causés par la sécheresse en 1989, 2011 et 2020 et par des mouvements de terrain en 1999.

## Toponymie
Attestée sous la forme Parochia de Gindo, mentionné dans un traité entre les rois de France et d'Angleterre en 1287.
Le toponyme est basé sur un anthroponyme issu du germanique Gindo, un homme devenu citoyen romain.

## Histoire

### Époque préhistorique
Le village de Gindou était déjà habité à l'époque du Paléolithique supérieur comme le prouvent les différents outils trouvés sur place tel qu'un grattoir, un fragment de pointe et de burin.
Les chercheurs ont également trouvé des restes de chevaux et des débris de céramique.

### Antiquité
Dans l'Antiquité, les habitants de Gindou faisaient partie de la tribu des Cadourques.
La voie romaine reliant Cahors à Périgueux traversait le village ce qui a permis la diffusion de la culture romaine et notamment la diffusion de la viticulture.

### Moyen Âge
L'église de Gindou est l'église Saint-Barthélemy, elle date du XIIIe siècle et est du style roman.
La région a été touchée par la peste et les paroisses de Gindou, Cazals (Lot) et Montclera ont dû être unifiées faute de moyens financiers.
En 1548, Gindou passe sous le culte protestant.
En 1558, l'armée de Biron rend Cazals et remet le canton sous culte catholique.

#### Liste des consuls
Les consuls de Gindou sous l'Ancien Régime sont :
| Année | Nom                                    | Résidence (Lieu dit) |
| ----- | -------------------------------------- | -------------------- |
| 1734  | Mouraisse                              | Bargues              |
| 1736  | Arnaud Vaquié                          |                      |
| 1737  | Raymond Soulié                         |                      |
| 1738  | Jean Delrieu                           | Rigal-Haut           |
| 1739  | Vialard Lasserre                       |                      |
| 1742  | Bouissou                               |                      |
| 1747  | Vialard Lasserre                       |                      |
| 1751  | Miran (L'ainé)                         |                      |
| 1752  | Bargues (L'ainé)                       |                      |
| 1753  | Raymond Bargues                        |                      |
| 1754  | Jean Galan                             |                      |
| 1755  | Lavernhe                               | Lapounette           |
| 1756  | Albet                                  |                      |
| 1757  | Ambroise Celié                         |                      |
| 1758  | Soulié                                 | Branlez              |
| 1759  | Arnal                                  |                      |
| 1760  | Mathurin Mouraisse                     |                      |
| 1761  | Jacques Combarel                       |                      |
| 1762  | Jean Bartelemy dit laigat (ou Levigat) |                      |
| 1763  | Salinier                               | Mas Delort           |
| 1766  | Malaurie                               |                      |
| 1767  | Peyrié                                 |                      |
| 1768  | Seguy                                  |                      |
| 1769  |                                        |                      |
| 1770  | Bouissou                               |                      |
| 1774  | Lassaque                               |                      |

### Révolution
De violents affrontements ont eu lieu à Gindou pendant la Révolution.
Le 7 juin 1790 les citoyens ont informé les autorités de leur refus de payer la dîme.

### XXesiècle
26 habitants de Gindou sont décédés lors de la Première Guerre mondiale ; le manque de main-d'œuvre amène alors les agriculteurs à se tourner vers l'élevage puis peu à peu vers la vigne.
La Seconde Guerre mondiale n'a pas épargné Gindou, où s'est installée une résistance, délogée en juillet 1944 par les soldats allemands, notamment lors des combats au Mas de Lort le 26 juillet 1944.
Dans les années 1950, l'église est rénovée et perd sa nef.
L'école de Gindou ferme en 1979, lorsque l'effectif atteint le seuil de onze élèves.

## Politique et administration
| Période                                  | Période  | Identité                     | Étiquette | Qualité                                             |
| ---------------------------------------- | -------- | ---------------------------- | --------- | --------------------------------------------------- |
| 1793                                     | 1806     | Ambroise Soulie              |           |                                                     |
| 1806                                     | 1814     | Antoine Longes               |           |                                                     |
| 1815                                     | 1821     | Ambroise Soulie              |           |                                                     |
| 1821                                     | 1834     | Antoine Soulie               |           |                                                     |
| 1835                                     | 1843     | Baptiste Bouyssou            |           |                                                     |
| 1844                                     | 1852     | Antoine Soulie               |           |                                                     |
| 1852                                     | 1861     | Joseph Barrety               |           |                                                     |
| 1861                                     | 1879     | Pierre Fabre                 |           |                                                     |
| 1879                                     | 1884     | Camille Barrety              |           |                                                     |
| 1884                                     | 1892     | Pierre Théodore Marie Soulie |           |                                                     |
| 1892                                     | 1902     | Ambroise Soulie              |           |                                                     |
| 1965                                     | 1971     | Abel Pelatié                 |           |                                                     |
| 1971                                     | 1977     | Abel Pelatié                 |           |                                                     |
| 1977                                     | 1983     | Fernand Delpeyroux           |           |                                                     |
| 1983                                     | 1989     | Fernand Delpeyroux           |           |                                                     |
| 1989                                     | 1995     | Fernand Delpeyroux           |           |                                                     |
| 1995                                     | 2001     | Fernand Delpeyroux           |           |                                                     |
| Mars 2001                                | 2008     | Serge Courant                |           | Artisan retraité                                    |
| Mars 2008                                | En cours | Mireille Figeac              | PS        | Infirmière, Présidente de la Communauté de communes |
| Les données manquantes sont à compléter. |          |                              |           |                                                     |

## Démographie
L'évolution du nombre d'habitants est connue à travers les recensements de la population effectués dans la commune depuis 1793. Pour les communes de moins de 10 000 habitants, une enquête de recensement portant sur toute la population est réalisée tous les cinq ans, les populations de référence des années intermédiaires étant quant à elles estimées par interpolation ou extrapolation. Pour la commune, le premier recensement exhaustif entrant dans le cadre du nouveau dispositif a été réalisé en 2004.

En 2022, la commune comptait 357 habitants, en évolution de +13,69 % par rapport à 2016 (Lot : +1,31 %, France hors Mayotte : +2,11 %).
| 1793 | 1800 | 1806 | 1821 | 1831 | 1836 | 1841 | 1846 | 1851 |
| ---- | ---- | ---- | ---- | ---- | ---- | ---- | ---- | ---- |
| 528  | 565  | 552  | 692  | 717  | 800  | 790  | 770  | 748  |

| 1856 | 1861 | 1866 | 1872 | 1876 | 1881 | 1886 | 1891 | 1896 |
| ---- | ---- | ---- | ---- | ---- | ---- | ---- | ---- | ---- |
| 701  | 813  | 763  | 778  | 770  | 755  | 744  | 722  | 659  |

| 1901 | 1906 | 1911 | 1921 | 1926 | 1931 | 1936 | 1946 | 1954 |
| ---- | ---- | ---- | ---- | ---- | ---- | ---- | ---- | ---- |
| 625  | 603  | 624  | 463  | 436  | 400  | 428  | 378  | 330  |

| 1962 | 1968 | 1975 | 1982 | 1990 | 1999 | 2004 | 2006 | 2009 |
| ---- | ---- | ---- | ---- | ---- | ---- | ---- | ---- | ---- |
| 349  | 333  | 280  | 282  | 269  | 265  | 301  | 315  | 307  |

| 2014 | 2019 | 2022 | - | - | - | - | - | - |
| ---- | ---- | ---- | - | - | - | - | - | - |
| 311  | 336  | 357  | - | - | - | - | - | - |

## Économie

### Revenus
En 2018, la commune compte 134 ménages fiscaux, regroupant 307 personnes. La médiane du revenu disponible par unité de consommation est de 19 830 € (20 740 € dans le département).

### Emploi
|                | 2008  | 2013  | 2018  |
| -------------- | ----- | ----- | ----- |
| Commune        | 7,5 % | 5,9 % | 4,9 % |
| Département    | 7,3 % | 8,9 % | 9,6 % |
| France entière | 8,3 % | 10 %  | 10 %  |

En 2018, la population âgée de 15 à 64 ans s'élève à 178 personnes, parmi lesquelles on compte 70,3 % d'actifs (65,4 % ayant un emploi et 4,9 % de chômeurs) et 29,7 % d'inactifs,. En  2018, le taux de chômage communal (au sens du recensement) des 15-64 ans est inférieur à celui de la France et département, alors qu'en 2008 il était supérieur à celui du département et inférieur à celui de la France.
La commune est hors attraction des villes,. Elle compte 48 emplois en 2018, contre 50 en 2013 et 56 en 2008. Le nombre d'actifs ayant un emploi résidant dans la commune est de 118, soit un indicateur de concentration d'emploi de 40,9 % et un taux d'activité parmi les 15 ans ou plus de 46,7 %.
Sur ces 118 actifs de 15 ans ou plus ayant un emploi, 32 travaillent dans la commune, soit 28 % des habitants. Pour se rendre au travail, 83,3 % des habitants utilisent un véhicule personnel ou de fonction à quatre roues, 5,8 % s'y rendent en deux-roues, à vélo ou à pied et 10,8 % n'ont pas besoin de transport (travail au domicile).

### Activités hors agriculture
25 établissements sont implantés  à Gindou au 31 décembre 2019.
Le secteur des activités spécialisées, scientifiques et techniques et des activités de services administratifs et de soutien est prépondérant sur la commune puisqu'il représente 24 % du nombre total d'établissements de la commune (6 sur les 25 entreprises implantées  à Gindou), contre 13,5 % au niveau départemental.

### Agriculture
La commune est dans la « Bourianne », une petite région agricole occupant une partiede l'ouest du territoire du département du Lot. En 2020, l'orientation technico-économique de l'agriculture  sur la commune est la polyculture et/ou le polyélevage.
|               | 1988 | 2000 | 2010 | 2020 |
| ------------- | ---- | ---- | ---- | ---- |
| Exploitations | 40   | 30   | 13   | 12   |
| SAU (ha)      | 634  | 528  | 404  | 346  |

Le nombre d'exploitations agricoles en activité et ayant leur siège dans la commune est passé de 40 lors du recensement agricole de 1988  à 30 en 2000 puis à 13 en 2010 et enfin à 12 en 2020, soit une baisse de 70 % en 32 ans. Le même mouvement est observé à l'échelle du département qui a perdu pendant cette période 60 % de ses exploitations,. La surface agricole utilisée sur la commune a également diminué, passant de 634 ha en 1988 à 346 ha en 2020. Parallèlement la surface agricole utilisée moyenne par exploitation a augmenté, passant de 16 à 29 ha.

## Culture locale et patrimoine

### Lieux et monuments
- Église Saint-Jean-Baptiste de Maussac. L'édifice est référencé dans la base Mérimée et à l'Inventaire général Région Occitanie[36]. Plusieurs objets sont référencer dans la base Palissy[36].
- Église Saint-Bathélémy de Gindou, de style roman fondée au XIIe siècle. L'intérieur et une partie de la toiture ont été restaurés en 1979. La toiture de la nef a été refaite en 2010. L'édifice est référencé dans la base Mérimée et à l'Inventaire général Région Occitanie[37]. Plusieurs objets sont référencer dans la base Palissy[37].
- Chapelle de Braulés.

## Vie locale

### Association Gindou Cinéma
L’association Gindou Cinéma est créée en 1989. Depuis 2007, ses bureaux sont abrités dans un bâtiment sur lequel s’adosse Le Cinéma de Verdure, amphithéâtre de plein air de 700 places.
Tous les ans, au mois d'août, pendant une semaine, se tiennent les Rencontres de cinéma de Gindou depuis 1985. Activité phare et fondatrice de l'association Gindou Cinéma, le festival a petit à petit donné naissance à un vrai projet de soutien et de diffusion du cinéma d'auteur.
Aujourd'hui, le public s'est largement étendu aux cinéphiles venant de la France entière. Sa fréquentation dépasse les 16 000 spectateurs. Une centaine de films est répartie dans trois sélections : la rétrospective d'un ou d'une cinéaste, les vagabondages cinématographiques (courts, longs métrages, fictions, documentaires), un « Focus sur » qui donne carte blanche à un festival européen de court métrage et des films du patrimoine proposés par la cinémathèque de Toulouse et à laquelle s’associent, depuis 2008, les archives françaises du film du CNC. En parallèle des projections, il est possible d'assister et de participer aux tchatches quotidiennes (rencontres entre les réalisateurs, acteurs et le public), aux apéros concerts, de visiter la librairie itinérante…
Gindou Cinéma s’est appuyée sur la notoriété des Rencontres de cinéma de Gindou, pour développer des actions d’éducation à l’image orientées prioritairement vers les jeunes publics mais aussi, pour le public professionnel, des résidences d’écriture de scénario, des dispositifs de soutien à la création de musique de films et un bureau d’accueil de tournages.
Gindou Cinéma emploie 6 salariés permanents pour mener à bien l’ensemble de ces activités qui font de l’association un pôle de ressources autour du cinéma, reconnu sur le plan national et inscrit dans l’économie locale.

### Fête de village
Tous les ans, pendant trois jours se déroule la fête de Gindou, l'occasion pour les villageois de se retrouver chaque année autour de diverses animations, concours de pétanque, vide grenier et soirées dansantes. Cette fête se clôture par un repas copieux dont le thème général choisi est différent chaque année, en 2011, le jardin était à l'honneur. Cette tradition festive attire beaucoup de monde dans le village[réf. souhaitée].